# Герб Климовского района (Брянская область)
Герб Кли́мовского района является официальным символом муниципального образования Климовский район Брянской области Российской Федерации.
Герб района утверждён постановлением Климовского районного Совета народных депутатов от 21 апреля 2005 года № 3-83.
Герб внесён в Государственный геральдический регистр Российской Федерации под регистрационным номером 1882.

## Описание герба
«В червлёном (красном) поле три серебряных меча остриями вверх, продетые через золотой дубовый венок».

## Обоснование символики герба
Климовская земля известна со времён Киевской Руси, тогда она входила в состав Черниговского княжества. Собственно центр района — Климово упоминается с 1708 года, его основателем был раскольник — старовер Клим Ермолаевич. Уникальность района заключается в его географическом расположении на юго-западе России, где он граничит одновременно и с Украиной и с Белоруссией. На границе трёх государств стоит монумент Дружбы в память об участии трёх народов в Великой Отечественной войне. Ежегодно на этом месте проводятся молодёжные фестивали.
Герб аллегорически показывает район как место единения трёх славянских народов, что отражено венком, и повторяет символику монумента Дружбы. Венок в геральдике — символ союза, бессмертия, награды, почёта. 
Три меча указывают на три братских народа — русских, украинцев и белорусов, проявивших героизм в борьбе за освобождение Родины.
Красный цвет символизирует мужество и самоотверженность, вечную славу.
Золото в геральдике — символ величия, постоянства, интеллекта, великодушия, богатства, знатности.
Серебро символизирует чистоту, благородство, мир, взаимопонимание.
Герб разработан Союзом геральдистов России.
Авторская группа: идея герба — Константин Мочёнов (Химки); обоснование символики — Кирилл Переходенко (Конаково); художник и компьютерный дизайн — Галина Русанова (Москва).